# Лусидио Вимаранес
Луси́дио Ви́маранес (Лусидиу Вимаранеш; исп. Lucídio Vimaranez, порт. Lucidio Vimaranes; умер после 922) — граф Португалии (873—895), представитель династии Вимарано Переса.

## Биография

### Происхождение
На основании ономастических данных предполагается, что Лусидио был единственным сыном первого графа Португалии Вимарано Переса, хотя в исторических источниках конца IX—начала X века это родство нигде не упоминается.

### Граф Португалии
После смерти в 873 году графа Вимарано Переса Лусидио Вимаранес унаследовал с согласия короля Астурии Альфонсо III Великого все владения своего отца. О правлении графа Лусидио почти ничего неизвестно, что, вероятно, свидетельствует о его неучастии в активизировавшейся в это время Реконкисте. В одном из документов он назван «сеньор переселенцев из Негрелуша», на основании чего историки делают вывод о продолжении графом Португалии политики своего отца, направленной на заселение пустующих земель на границе между королевством Астурия и Кордовским эмиратом.
Предполагается, что в 895 году по точно неустановленной причине Лусидио Вимаранес был лишён королём Альфонсо III Португальского графства, которое было передано графу Коимбры Эрменгильдо Гутьерресу, вероятно, в награду за роль в подавлении в предыдущем году мятежа герцога Галисии Витицы. Граф Эрменгильдо управлял Португалией, по крайней мере, до 7 мая 899 года, когда была выдана последняя дошедшая до наших дней хартия, наделявшая его титулом правителя этого графства.

### Последующие годы
О жизни Лусидио Вимаранеса после 895 года известно только из подписанных им документов. Предполагается, что после конфискации у него Португальского графства Лусидио удалился в основанное его отцом селение Гимарайнш. В 910 году он упоминается как один из управляющих округом Луго, а в 911 году — как участник поместного собора, состоявшегося в Думе. Последний документ, подписанный Лусидио Вимаранесом, датирован 922 годом. В хартии от 927 года, данной Санчо I Ордоньесом, Лусидио упоминается как бывший владелец земель, переданных королём епархии Сантьяго-де-Компостелы, однако из документа неясно, был ли Лусидио Вимаранес в то время ещё жив, или уже скончался.
Неизвестно, сумел ли Лусидио Вимаранес возвратить себе власть над Португалией после 899 года, когда Эрменгильдо Гутьеррес перестал упоминаться как правитель этого графства. В исторических источниках отсутствуют сообщения об этом владении за период начала X века, однако известно, что в 924 году графиней Португалии была Онега Лусидес, дочь и наследница графа Лусидио.

### Семья
Граф Лусидио Вимаранес был женат на Гудилоне Мендес (умерла ранее 26 сентября 942), дочери графа Коимбры Эрменгильдо Гутьерреса и Эрмесинды Гатонес. Детьми от этого брака были:
- Онека Лусидес[венг.] (умерла в 959) — графиня Португалии (до 924); муж — первый граф Гимарайнша Диего Фернандес (умер между 926 и 928)
- Тедон Лусидес (умер после 26 сентября 942)
- Бермудо Лусидес (умер после 926)
- граф Родриго Лусидес (умер после 26 сентября 942)
- граф Алвито Лусидес[порт.] (умер после 18 декабря 950) — женат на Мунии Диас (умерла около 973), дочери графа Гимарайнша Диего Фернандеса
- Суэро (умер после 26 сентября 942)